# شخص

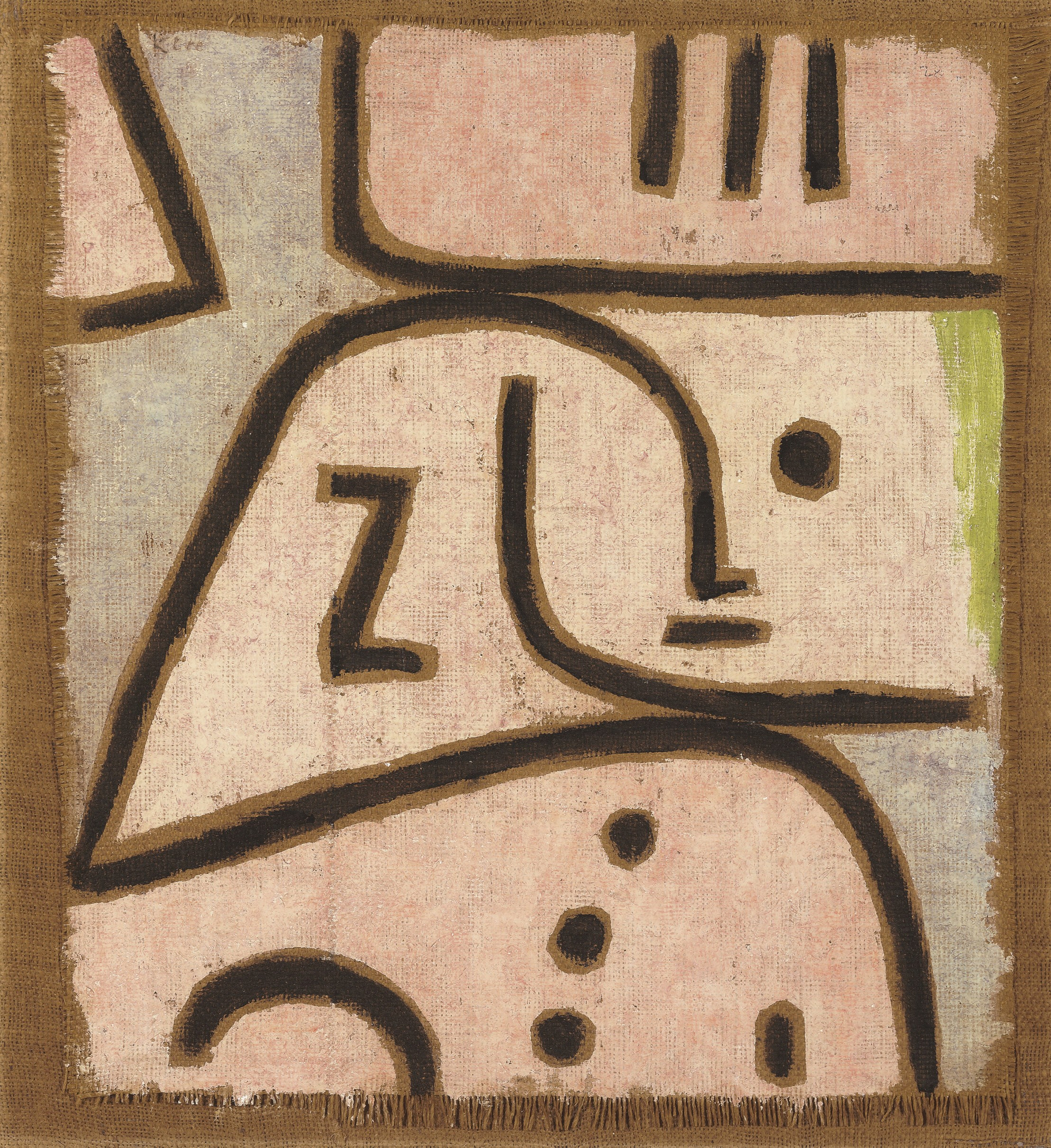

الشخص هو كائن لديه قدرات أو صفات معينة مثل العقل أو علة (فلسفة)، والأخلاق، والوعي، أو الوعي الذاتي، وكونه يشكل جزءًا من العلاقات الاجتماعية الراسخة، مثل القرابة، والملكية الشخصية، والمسؤولية القانونية. وبالتالي فإن السمات المميزة للتشخص هي ما يجعل الشخص يعد شخصًا وهناك اختلافٌ كبيرٌ بين الثقافات وفي السياقات حول ما يجعل الشخص شخصا.
بالإضافة إلى مسألة الشخصية، وما الذي يجعل الشخص يعتمد على شخصيته، هناك أسئلة أخرى حول الهوية الشخصية والذات: كلاهما حول ما يجعل أي شخص معين شخصًا معينًا بدلاً من شخص آخر، وما يجعل شخص في وقت واحد نفس الشخص كما كان أو سيكون في وقت آخر على الرغم من أي تغييرات متداخلة.
عادة ما يستخدم الجمع العام لكلمة «شخص» أو «شعب» للإشارة إلى أمة بأكملها أو مجموعة عرقية (كما في «الشعب»). وكثيرا ما يستخدم الجمع «الأشخاص» في الكتابة الفلسفية والقانونية.

## المفهوم الاجتماعي
بالمفهوم الاجتماعي الشخص عبارة عن إنسان (فرد) له دور في المجتمع، فهو على سبيل المثال له أبَوَيْن وأقرباء، وله وظيفة (قاضي مثلاً) أو مهنة (كيميائي مثلاً) وأصل (قبيلة أو عرق) وله جنسية وحق دستوري وواجبات تجاه المجتمع.

## كتب
- Cornelia J. de Vogel (1963). The Concept of Personality in Greek and Christian Thought. In Studies in Philosophy and the History of Philosophy. Vol. 2. Edited by J. K. Ryan, Washington: Catholic University of America Press. pp. 20–60
- Lukes، Steven؛ Carrithers، Michael؛ Collins، Steven، المحررون (1987). The Category of the Person: Anthropology, Philosophy, History. Cambridge: Cambridge University Press. ISBN:0-521-27757-4.
- Puccetti، Roland (1968). Persons: A Study of Possible Moral Agents in the Universe. London: Macmillan and Company. مؤرشف من الأصل في 2022-07-17.
- ويليام أو. ستيفنز (2006). The Person: Readings in Human Nature. Upper Saddle River, NJ: Pearson. (ردمك 978-0-13-184811-5).
- "Person". الموسوعة الكاثوليكية. نيويورك: شركة روبرت أبيلتون. 1913.
- Korfmacher، Carsten (29 مايو 2006). "Personal Identity". The موسوعة الإنترنت للفلسفة. مؤرشف من الأصل في 2009-05-08. اطلع عليه بتاريخ 2011-03-09.

## وصلات خارجية
- Rights of Non-Human Persons Program (Institute for Ethics and Emerging Technologies)